# Bulingtar
Bulingtar (nepalski: बुलिङटार) – gaun wikas samiti w zachodniej części Nepalu w strefie Lumbini w dystrykcie Nawalparasi. Według nepalskiego spisu powszechnego z 2001 roku liczył on 591 gospodarstw domowych i 3593 mieszkańców (1834 kobiet i 1759 mężczyzn).